# Carletonomys cailoi
Carletonomys cailoi é um roedor extinto do Pleistoceno da província de Buenos Aires, Argentina. Conhecido apenas por um único osso maxilar com o primeiro molar, suas características são tão distintas que justificam sua classificação em um gênero próprio, Carletonomys. Descoberto em 1998 e formalmente descrito em 2008, faz parte de um grupo bem definido de roedores Oryzomyini que também inclui Holochilus, Noronhomys, Lundomys e Pseudoryzomys. Esse grupo é caracterizado por especializações progressivas para um estilo de vida semiaquático e pela redução na complexidade da morfologia dos molares.
O molar conhecido é de coroa alta (hipsodonte) e plana, distinguindo-se pela ausência da crista que conecta a parte frontal à parte central do molar e pela configuração de outra crista, o mesolofo. Provavelmente, Carletonomys era herbívoro e vivia em um habitat úmido.

## Taxonomia
Carletonomys cailoi foi descoberto em 1998 em um depósito de silte no município de San Cayetano, sudeste da província de Buenos Aires. O contexto estratigráfico sugere que essa localidade tem pouco mais de 1 milhão de anos, tornando Carletonomys o roedor Oryzomyini mais antigo conhecido. O único espécime conhecido está nas coleções do Museu de La Plata. Inicialmente, foi associado ao gênero Noronhomys, conhecido apenas da ilha de Fernando de Noronha, no nordeste do Brasil, mas, em 2008, o mamalogista argentino Ulyses Pardiñas o estabeleceu como o holótipo de um novo gênero e espécie de roedor em uma publicação no Journal of Mammalogy [en]. O nome genérico, Carletonomys, combina o nome do mamalogista americano Michael Carleton com o termo em grego antigo μυς mys ("rato"), e o nome específico, cailoi, homenageia o biólogo argentino Carlos "Cailo" Galliari.
O fóssil apresenta características que sugerem relação com um grupo de roedores Oryzomyini que inclui Holochilus, seus parentes vivos Lundomys e Pseudoryzomys, e os extintos Noronhomys e Holochilus primigenus. Eles compartilham molares hipsodontes e simplificações na morfologia dos molares, além de outras características que não podem ser avaliadas em Carletonomys, indicando adaptações para um estilo de vida semiaquático. Apresenta maior semelhança com Noronhomys e Holochilus, tanto que Pardiñas considerou classificá-lo em um desses gêneros, mas suas características morfológicas distintas justificaram a criação de um gênero separado.
Esse grupo de gêneros representa apenas uma pequena parte da diversidade da tribo Oryzomyini, que inclui mais de cem espécies distribuídas principalmente na América do Sul, incluindo ilhas próximas, como Galápagos e algumas das Antilhas. Oryzomyini é uma das várias tribos reconhecidas na subfamília Sigmodontinae, que abrange centenas de espécies encontradas na América do Sul e no sul da América do Norte. Sigmodontinae é a maior subfamília da família Cricetidae, que também inclui lêmingues, hamsters e roedores do gênero Peromyscus, principalmente da Eurásia e América do Norte.

## Descrição

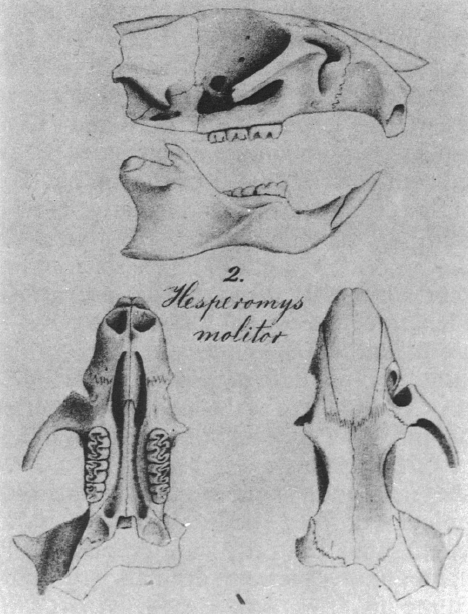
Crânio de Lundomys molitor, um roedor vivo próximo a Carletonomys, com uma mandíbula de outra espécie.

O holótipo é um osso maxilar direito com o primeiro molar superior (M1). Está quebrado atrás do M1, mas grande parte da porção frontal está preservada, incluindo a placa zigomática, a porção frontal achatada do arco zigomático (maçã do rosto). O M1 está moderadamente desgastado, indicando que pertence a um indivíduo adulto. Com um comprimento de 3,59 mm e largura de 2,53 mm, C. cailoi era um dos maiores roedores Oryzomyini conhecidos, comparável apenas a Lundomys e aos extintos Megalomys e "Ekbletomys" das Antilhas. A altura do M1 é de 1,37 mm, e ele possui quatro raízes: uma grande na frente, outra grande no lado interno (lingual) e duas menores no lado externo (labial). A presença de uma segunda raiz labial é uma característica variável entre os roedores Oryzomyini, ocorrendo em Holochilus e Pseudoryzomys, mas não em Lundomys. O osso maxilar em si apresenta poucas características significativas. A margem posterior do forame incisivo, que perfura o palato entre os incisivos superiores e os molares, não é visível, sugerindo que o forame era curto, como em Holochilus. A configuração da placa zigomática distingue C. cailoi de alguns de seus parentes.
O molar é plano e hipsodonte: as coroas são relativamente altas, e as cúspides principais têm altura semelhante às outras partes da coroa, como em Holochilus. A maioria dos outros roedores Oryzomyini possui molares bunodontes e braquidontes, nos quais as coroas são mais baixas e as cúspides são mais altas que o restante da coroa. Como em espécies próximas, a parte frontal do molar é relativamente simples, sem anterolofo, uma crista adicional bem desenvolvida na maioria dos roedores Oryzomyini. Um flexo anteromediano raso está presente, dividindo superficialmente a cúspide frontal (anterocone). De forma única, o muro anterior, que conecta o anterocone ao restante da coroa, está ausente; embora essa estrutura possa estar ausente em indivíduos jovens de outros roedores Oryzomyini, ela geralmente se desenvolve com o desgaste em adultos. As duas cúspides na parte central do molar, o paracone e o protocone, estão amplamente conectadas. O muro mediano, que liga a parte central ao par posterior de cúspides, está ligado à parte posterior do paracone. Um mesolofo completo está presente, descendo do muro mediano ligeiramente atrás do paracone. A configuração do complexo paracone–muro mediano–mesolofo é única em Carletonomys. As duas cúspides posteriores, o hipocone e o metacone, estão conectadas na margem posterior do molar. Diferentemente da maioria dos roedores Oryzomyini, não há posteroflexo, de modo que o metacone está posicionado diretamente na margem posterior.

## Ecologia
Carletonomys foi encontrado em associação com restos de vários outros animais, incluindo peixes, tartarugas da família Chelidae, sapos, aves, tatus e diversos roedores, como Reithrodon auritus e Myocastor coypus, ambos ainda presentes na região, o equimídeo extinto Dicolpomys, e membros não identificados das famílias Caviidae e Octodontidae. Provavelmente, C. cailoi vivia em um habitat de zona úmida sob condições climáticas relativamente quentes e úmidas. Embora o material limitado disponível permita poucas inferências sobre sua história natural, é provável que se alimentasse de material vegetal duro, como fazem espécies vivas relacionadas com morfologia semelhante.